# イオンモール盛岡
イオンモール盛岡（イオンモールもりおか）は、岩手県盛岡市にある、イオンモール株式会社運営の大型ショッピングセンター。岩手県内では最大の施設規模を誇る。

## 概要
2001年（平成13年）までにマイカル東北がサティを核とするマイカル盛岡を盛岡市前潟地区に出店する意向を示していたが、盛岡市が前潟地区を特別業務地区に指定したことで映画施設の建設が不可能となり計画を断念した。この後、前潟土地区画整理組合がイオングループに出店要請を行った。
開店による既存商店街への影響を懸念して2002年（平成14年）1月に盛岡市長桑島博が商工会議所会頭らとともにイオンの本社を訪問し、規模の適正化を訴えた。盛岡市の肴町商店街では売上が前年比で2割落ちた例もあったが、全体としては3%から5%程度の落ち込みにとどまった。
2003年（平成15年）8月9日に開店した。開店1ヶ月あまりで来場客100万人を超えたと報道された。開店1年で売上約220億円、来場客880万人近くになり、目標を約1割上回った。2007年（平成19年）9月22日にはダイヤモンドシティ社との合併に伴う施設名称の見直しにより、「イオンモール盛岡」に改称されている。2015年（平成27年）秋と2016年（平成28年）春の2期に分けて大規模なリニューアルを行った。
2023年（令和5年）3月18日には、田沢湖線の盛岡駅 - 大釜駅間に前潟駅が開業し、当施設へのアクセス駅となった。駅整備時の2021年（令和3年）2月25日に盛岡市とイオンモールが当駅の整備に関する協定を締結した。

## 社会貢献
前潟自治会に加盟し、盆踊り大会や展示会などに施設を提供している。2008年（平成20年）10月の計画によればイオンモールはイオンモール盛岡でチャグチャグ馬コ前夜祭に施設を提供し、従業員を盛岡さんさ踊りに参加させる（地域の住民と従業員合わせて200名参加目標）とした。
2006年（平成18年）に盛岡市とイオンモール株式会社イオン盛岡ショッピングセンターとイオン株式会社北日本カンパニーは防災活動協力に関する協定書を結んだ。

## 沿革
- 2003年（平成15年）
  - 7月27日 - 「イオン ふるさとの森づくり」植樹祭を開催。約10,000本を植樹。
  - 8月7日・8日 - プレオープン。
  - 8月9日 - 「イオン盛岡ショッピングセンター」として開業。
- 2007年（平成19年）9月22日 - ダイヤモンドシティ合併に伴い、「イオンモール盛岡」に改称。
- 2015年（平成27年）9月19日 - 新店18店を含む、専門店46店舗を刷新して、第1期リニューアルオープン[16]。
- 2016年（平成28年）3月4日 - 既存立体駐車場２階部分を店舗用として転用。増床部分を含む、専門店56店舗を刷新して、第2期リニューアルオープン[4]。
- 2020年（令和2年）
  - 3月1日 - イオン東北株式会社発足に伴い、「イオン盛岡店」食品売場をイオン東北に移管[17]。
  - 4月1日 - 本店を含む全国のイオン直営売場での無料レジ袋配布終了[18]
- 2021年（令和3年）9月1日 - イオン東北とイオンリテール東北事業本部の統合[19]に伴い、「イオン盛岡店」の管理・運営および衣料、住居余暇、H&BC各売場をイオン東北に移管。
- 2023年（令和5年）3月18日 - 本店に直結する田沢湖線前潟駅が開業[10][11]。

## フロアとテナント

### フロア概要
核店舗のイオン盛岡店と135の専門店で構成される。
| 階   | フロア概要                                                     |
| ---- | -------------------------------------------------------------- |
| R階  | 屋上駐車場                                                     |
| 2階  | 直営売場・専門店街(銀河モール)・フードコート(モリーオキッチン) |
| 1階  | 直営売場・専門店街・レストラン街(おあげんせ通り)・立体駐車場   |
| B1階 | 地下駐車場                                                     |

### テナント
出店テナント全店の一覧・詳細情報は公式サイト「ショップリスト」「フロアガイド」を、営業時間およびATMを設置する金融機関の詳細は公式サイト「営業時間のご案内」を参照。

## アクセス
鉄道
- 田沢湖線前潟駅より直結

路線バス
| 運行事業者 | 乗車ターミナル | 路線・系統              | 下車停留所           |
| ---------- | -------------- | ----------------------- | -------------------- |
| 岩手県交通 | 盛岡駅東口10番 | 224/雫石線/つなぎ温泉線 | 「イオンモール盛岡」 |
| 岩手県交通 | 滝沢営業所     | 225                     | 「イオンモール盛岡」 |
| 西和賀町   | ほっとゆだ駅   | 山伏線                  | 「イオンモール盛岡」 |

車
- 東北自動車道盛岡ICより直結

その他、無料シャトルバスが運行されている。詳細は公共交通機関のアクセス（公式サイト）を参照のこと